# Архиепархия Антофагасты
Архиепархия Антофагасты (лат. Archidioecesis Antofagastensis) — епархия Римско-Католической церкви с центром в городе Антофагаста, Чили. Архиепархия Антофагасты распространяет свою юрисдикцию на территорию провинций Антофагаста и Токопилья. В митрополию Антофагасты входят епархии Сан-Маркос-де-Арики, Икике и Сан-Хуан-Баутиста-де-Каламы. Кафедральным собором архиепархии Антофагасты является церковь святого Иосифа.

## История
В 1881 году Святой Престол учредил миссию Sui iuris Антофагасты. 3 февраля 1928 года Римский папа Пий XI издал буллу "Supremi apostolatus", которой преобразовал миссию sui iuris Антофагасты в епархию. В этот же день епархия Антофагасты вошла в митрополию Сантьяго-де-Чили.
21 июля 1965 года епархия Антофагасты передала часть своей территории для возведения новой территориальной прелатуры Каламы (сегодня — Сан-Хуан-Баутиста-де-Каламы).
28 июня 1967 года епархия Антофагасты была возведена в ранг архиепархии.

## Ординарии архиепархии
- епископ Raymundo Cisternas (1881—1882);
- епископ Juan Luis Montes Solar (2.04.1882 — ?);
- епископ Florencio Eduardo Fontecilla Sánchez (15.03.1883 — 23.12.1886);
- епископ Luis Silva Lezaeta (15.05.1887 — 1896);
- епископ Felipe Salas Errázuriz (4.03.1896 — 1904);
- епископ Luis Silva Lezaeta (4.11.1904 — 21.05.1929);
  - Sede vacante (1929—1933);
- епископ Alfredo Cifuentes Gómez (23.12.1933 — 5.06.1943) — назначен архиепископом Ла-Серены;
- епископ Hernán Frías Hurtado (13.01.1945 — 24.05.1957);
- архиепископ Francisco de Borja Valenzuela Ríos (20.08.1957 — 25.03.1974);
- архиепископ Карлос Овьедо Кавада (25.03.1974 — 30.03.1990) — назначен архиепископом Сантьяго-де-Чили;
- архиепископ Patricio Infante Alfonso (12.12.1990 — 26.11.2004);
- архиепископ Pablo Lizama Riquelme (26.11.2004 — по настоящее время).

## Источник
- Annuario Pontificio, Libreria Editrice Vaticana, Città del Vaticano, 2003, ISBN 88-209-7422-3
- Булла Supremi apostolatus Архивная копия от 3 марта 2013 на Wayback Machine, AAS 21 (1929), стр. 138